# Allsång på Skansen
Allsång på Skansen – coroczne szwedzkie widowisko muzyczne, odbywające się w Skansenie w Sztokholmie, każdego lata we wtorki. Widzowie śpiewają razem z zaproszonymi artystami popularne szwedzkie piosenki. "Allsång på Skansen" po raz pierwszy zorganizowano w 1935 roku. Na widowni wówczas zasiadało około 50 osób. Dziś każdy koncert gromadzi od 10 do 25 tysięcy osób.
Od 3 sierpnia 1979 roku imprezę emituje publiczny nadawca – telewizja SVT. Początkowo, oglądalność wynosiła około 300 tysięcy widzów. Gdy Lasse Berghagen przejął rolę prowadzącego, liczba widzów wzrosła do około 2 milionów widzów. W 2003 roku Allsång på Skansen stał się pierwszym programem SVT, który był transmitowany z dźwiękiem w technologii 5.1. Od 2007 roku, jako jeden z pierwszych w szwedzkiej telewizji, jest nadawany w rozdzielczości HD.

## Prowadzący
- 1935–1950: Sven Lilja
- 1956–1966: Egon Kjerrman (Prowadził program w Szwedzkim Radiu pod nazwą Siste Man På Skansen)
- 1974–1993: Bosse Larsson
- 1994–2003: Lasse Berghagen[1]
- 2003–2010: Anders Lundin (W 2003 roku współprowadził program z Lassem Berghagenem, od 2004 prowadził sam)[1]
- 2011–2013: Måns Zelmerlöw[1]
- 2014–2015: Petra Marklund[4]
- 2016-2022: Sanna Nielsen[5][6]
- od 2023: Pernilla Wahlgren[7]

## Występy gości

### 2005
- 28 czerwca: Magnus Uggla, Darin Zanyar, Lena Philipsson oraz Sven-Bertil Taube.
- 5 lipca: Lasse Berghagen, Lill-Babs, Alcazar, Rigmor Gustavsson, Lina Nyberg oraz Viktoria Tolstoy.
- 12 lipca: Carola, Jan Malmsjö, Elena Paparizou, Eva Eastwood oraz Daniel Andersson.
- 19 lipca: Christer Sjögren, Caroline Wennergren oraz Diggiloo (Elisabeth Andreassen, Lotta Engberg, Jessica Andersson i Agneta Sjödin).
- 26 lipca: Håkan Hellström, Mats Paulsson, Rhapsody In Rock (Robert Wells, Peter Jöback, Shirley Clamp, Nanne Grönvall i Gunilla Backman) oraz Amy Diamond.
- 2 sierpnia: Tommy Nilsson, The Real Group i Benny Anderssons Orkester wraz z Tommym Körbergiem and Helen Sjöholm.
- 9 sierpnia: Louise Hoffsten, Eva Dahlgren, Magnus Härenstam oraz Brasse Brännström.

### 2006
- 27 czerwca: Tomas Ledin, Elias featuring Frans, Povel Ramel, Orphei Drängar, and Sebastian Karlsson.
- 4 lipca: Carola, Andreas Johnson, Carl-Anton, Sofia Karlsson oraz I’m From Barcelona.
- 11 lipca: Håkan Hellström, Björn Kjellman, Katarina Fallholm, Bolibompabandet oraz gość-niespodzianka – Lasse Lönndahl.
- 18 lipca: Lordi, Sven-Ingvars, Patrik Isaksson oraz Laila Adéle.
- 25 lipcay: Eric Gadd, Bröderna Trück, Agnes Carlsson oraz Orup.
- 1 sierpnia: Lill Lindfors, Björn Skifs, Charlotte Perrelli oraz Robert Gustafsson.

### 2007
- 26 czerwca: The Ark, Pernilla Wahlgren, Benjamin Wahlgren, Maia Hirasawa, Electric Banana Band z Riltons Vänner oraz Maria Möller.
- 3 lipca: Per Gessle, Måns Zelmerlöw, Frida Öhrn, Bengan Janson, Kalle Moraeus, Patrik Isaksson, Sussie Eriksson oraz Henrik Dorsin.
- 10 lipca: Jerry Williams, Lasse Berghagen, Lasse Holm, Salem Al Fakir, Roland Cedermark, Tobias Blom, Sofia Lockwall oraz Gabriella Lockwall.
- 17 lipca: Eldkvarn, Svante Thuresson, Sofia Karlsson, Markoolio, Mattias Enn oraz Florence Valentin.
- 24 lipca: Peter Jöback, Marie Lindberg, M.A. Numminen, Amy Diamond, Sahara Hotnights oraz Kjerstin Dellert.
- 31 lipca: E-Type, Fredrik Lycke, Alexander Lycke, Tomas von Brömssen, Marija Šerifović, Arne Qvick oraz Hanna Jämteby.
- 7 sierpnia: Benny Anderssons orkester (BAO), Nanne Grönvall, Robert Broberg oraz Robert Gustafsson i Elias Andersson.

### 2008
- 24 czerwca: Håkan Hellström, Arja Saijonmaa, Christer Sjögren, Miss Li, Bosse Parnevik oraz Towa Carson.
- 1 lipca: Magnus Uggla, Sanna Nielsen, Peter Jöback, Eva Dahlgren, E.M.D. oraz Anton Zetterholm.
- 8 lipca: Lasse Stefanz, Amanda Jenssen, Brolle, 50 years of rock’n’roll (Little Gerhard, Rock-Olga, Rock-Ragge i Burken) oraz Maria Haukaas Storeng.
- 15 lipca: The Poodles, Torgny "Kingen" Karlsson, Rigmor Gustafsson i Christina Gustafsson, Wei Wei oraz Owe Thörnqvist.
- 22 lipca: Adam Tensta, Andra Generationen, Veronica Maggio, Peter Harryson, Beata Harryson oraz Vocal Six.
- 29 lipca: BWO, Abalone Dots oraz Nina Söderquist.
- 5 sierpnia: Benny Anderssons orkester, Divine. Charlott Strandberg, Gunilla Backman, Sussie Eriksson, Tobias Ahlsell, Therese Löf-Amberg, Sara Dahlgren, Robin Olsson, Jesper Sjölander, Martin Redhe Nordh, Anna Andersson, Cecila Skarby, Robert Gustafsson, Annika Sjöö, Helen Sjöholm oraz Tommy Körberg

### 2009
- 23 czerwca: Måns Zelmerlöw, Tomas Ledin, Henrik Dorsin, Anna Maria Espinosa oraz Owe Thörnqvist.
- 30 czerwca: A Camp, Malena Ernman, Lisa Ekdahl, Johan Palm, Ann-Louise Hanson oraz Mia Skäringer.
- 7 lipca: Magnus Uggla, Caroline af Ugglas, John ME, Claes Eriksson, Anne-Lie Rydé i Lotta Ramel oraz Rolandz.
- 14 lipca: Alexander Rybak, Larz Kristerz, Marcus Birro, Elisabeth Andreassen, Pauline, Anna Book oraz Stockholms Gosskör.
- 21 lipca: Lars Vegas Trio, Lili & Susie, Monica i Carl-Axel Dominique, Wille Crafoord, Magnus Carlsson, Jack Vreeswijk, Jonas Karlsson, oraz Kevin Borg.
- 28 lipca: After Dark, Malena Tuvung, Timo Räisänen, Per Myrberg, Glada Hudik-teatern, H.E.A.T. oraz Miss Li.
- 4 sierpnia: Svenska Lyxorkestern, Allmänna Sången, Markus Krunegård, Bosse Larsson, Lasse Berghagen, Björn Skifs, Sylvia Vrethammar oraz Peter Lundblad.

### 2010
- 29 czerwca: The Ark, MozART group Anna Bergendahl, Robert Broberg oraz Carola.
- 6 lipca: The Playtones, Marie Kühler, Eric Saade, Marie Bergman, Mikael Wiehe, The Ten Tenors, Wille Craaford and Marika Willstedt.
- 13 lipca: Cotton Eye Joe Show, Darin, Timoteij, Movits!, Olivia Stevens, Kikki Danielsson.
- 20 lipca: Salem Al Fakir, Gunhild Carling, Drängarna, The Real Group, Thomas Di Leva, Oskar Linnros.
- 27 lipca: Mando Diao, Jonas Gardell, Christer Sjögren, Thorsten Flinck, Jasmine Kara, Lill Lindfors oraz Idolerna.
- 3 sierpnia: The Baseballs, Huutajat, Jakob Hellman, Kjerstin Dellert oraz Gösta Linderholm.
- 10 sierpnia: Jerry Williams, Ola Forssmed, Tove Styrke, Orup, Hanna Lindblad, Charlotte Perrelli oraz Magnus Carlsson.
- 17 sierpnia: Swedish Radio Symphony Orchestra, Måns Zelmerlöw i Lisette Pagler, Sarah Dawn Finer, Magnus Uggla oraz Fredrik Lycke i Jocke Bergström.

### 2011
- 28 czerwca: Benny Anderssons Orkester, Lund Student Singers, Danny Saucedo, September oraz Helen Sjöholm.
- 5 lipca: Håkan Hellström, Miriam Aïd, Siw Malmkvist, Ulrik Munther, The Moniker oraz Hasse Andersson.
- 12 lipca: Veronica Maggio, Elisa's, Eric Amarillo, Sara Varga, Kjell Lönnå, Per Andersson oraz Häxan Surtant.
- 19 lipca: Malena Ernman, Bo Kaspers Orkester, After Shave and Anders Eriksson, Petter, Vocalettes, Pernilla Andersson oraz Lena-Maria Klingvall.
- 26 lipca: Hoffmaestro, Marika Willstedt and Angelica Alm, Carl Norén, Östen med Resten, Caroline Wennergren oraz Eric Saade.
- 2 sierpnia: Timbuktu, Eva Eastwood, Patriks Combo, Hans-Erik Dyvik Husby, Fredrik Kempe oraz Svante Thuresson.
- 9 sierpnia: Lena Philipsson, Sven-Ingvars, Staffan Percy, Albin Flinkas and Fredrik Meyer.
- 16 sierpnia: Swedish Radio Symphony Orchestra i Anders Berglund, Björn Skifs, Loa Falkman oraz Peter Jöback.

### 2012
- 26 czerwca: Adolf Fredrik’s Girls’ Choir, Agnes, Laleh, Magnus Uggla i Edith Backlund oraz Sean Banan.
- 3 lipca: Basshunter, Dead by April, Erik Hassle, Molly Sandén, Pros & Cons oraz Gunwer Bergkvist.
- 10 lipca: Bengt Sändh, Christina Lindberg, Diggiloo, Lasse Stefanz, Loreen, and Norlie & KKV.
- 17 lipca: Andreas Weise, Björn Ranelid i Sara Li, Herreys, Markus Krunegård oraz Miss Li.
- 24 lipca: Amanda Fondell, Christer Björkman, Fibes, Oh Fibes!, Hagsätra Sport, Sten and Stanley, Tomas Ledin oraz Icona Pop.
- 31 lipca: Darin, Linnea Henriksson, Monica Nielsen i Monica Dominique.
- 7 sierpnia: Cookies 'N' Beans, Panetoz, The Soundtrack of Our Lives oraz Thorsten Flinck.
- 14 sierpnia: Gina Dirawi, Jerry Williams, Peter Lundblad, Petra Mede i Anna Granath oraz Sarah Dawn Finer.

### 2013
- 25 czerwca: Gyllene Tider, Zara Larsson, Passenger, Carola oraz Eric Ericsons Kammarkör.
- 2 lipca: Oskar Linnros, Amanda Jenssen, Lisa Nilsson, Yohio, Per Andersson, Kjerstin Dellert oraz Peter Jezewski.
- 9 lipca: Håkan Hellström, Louise Hoffsten, Anton Ewald, Grynet Molvig oraz Skansen's Ukulele Orchestra.
- 16 lipca: Miriam Bryant, Rikard Wolff, Danny Saucedo oraz Arvingarna.
- 23 lipca: Magnus Uggla, B.U.S!, Robin Stjernberg, Rolandz, Brynolf i Ljung oraz Nic Schröder.
- 30 lipca: The Sounds, Kalle Moraeus, Sean Banan, Jonas Gardell, Lisa Miskovsky, Tensta Gospel Choir oraz Trio me' Bumba.
- 6 sierpnia: Petter, Petra Marklund, Sofia Jannok, Lill-Babs
- 13 sierpnia: Mando Diao, Kim Cesarion, Flying Bach, Arja Saijonmaa, Edda Magnason

### 2014
- 24 czerwca: Ace Wilder i Mariette Hansson, Niklas Strömstedt i Eric Bazilian, Malena Ernman i Loa Falkman, James Blunt, oraz Albin wraz z Kristin Amparo i Mattiasem Andréassonem.
- 1 lipca: Markus Krunegård, Nina Persson, Sanna Nielsen, Gunhild Carling, Seinabo Sey, oraz Jany Schella.
- 8 lipca: Elisas, The Fooo, Björn Skifs, Linda Pira oraz Jon Henrik Fjällgren.
- 15 lipca: Laleh, Jill Johnson i Doug Seegers, Annika Herlitz, The Real Group oraz Ison i Fille.
- 22 lipca: Electric Banana Band, Darin, Titiyo oraz Vera Nord.
- 29 lipca: Weeping Willows, Ola Salo, Alcazar, Panetoz, Stefan Nilsson i Anna Stadling oraz Lidingö Motettkör.
- 5 sierpnia: Takida, Orup, Linnea Henriksson, Timbuktu oraz John de Sohn
- 12 sierpnia: Jenny Wilson, Icona Pop, John Martin oraz Lise i Gertrud.

### 2015
- 23 czerwca: Carola, Hasse Andersson, Panetoz
- 30 czerwca: Norlie & KKV, Måns Zelmerlöw, Sabina Ddumba, Tomas Ledin
- 7 lipca: Bo Kaspers Orkester, Danny Saucedo, Isa, Jill Johnson & Doug Seegers, Magnus Carlsson
- 14 lipca: Darin, Jakob Karlberg, Titti Sjöblom, Zara Larsson, Brolle & Nanne Grönvall
- 21 lipca: Dinah Nah, Ida LaFontaine, Kjell Lönnå i Sundsvalls Kammarkör, Lasse Stefanz i Mikael Wiehe, Ulrik Munther
- 28 lipca: Alcazar, Gunilla Backman, Jessica Andersson i Charlotte Perrelli, Svante Thuresson i Pernilla Andersson, Viktor Olsson
- 4 sierpnia: Cajsa Stina Åkerström, Christina Nilsson, Bruno Mitsogiannis, Peter Johansson, David Lindgren, Robert Rydberg, Petter, Say Lou Lou
- 11 sierpnia: Sveriges Radios Symfoniorkester, Lena Philipsson, Tommy Körberg, Rigmor Gustafsson & Viktoria Tolstoy, Robert Noack & Maria Ylipää

### 2016
- 28 czerwca: BAO, Frans oraz Miriam Bryant.
- 5 lipca: Lisa Nilsson, Daniel Adams-Ray, Malena Ernman oraz Oscar Zia.
- 12 lipca: Laleh, Marcus & Martinus, Daniel Norberg, Niklas Strömstedt oraz Elin Rombo.
- 19 lipca: SaRaha, Anders Glenmark, Josefin Johansson, Orup, Solala oraz Sonja Aldén.
- 26 lipca: Veronica Maggio, Jamala oraz Smith & Thell.
- 2 sierpnia: LÉON, Martin Stenmarck, Ola Aurell oraz Systerpolskan.
- 9 sierpnia: Maria Andersson, Sten & Stanley, Bob Hund oraz Lill-Babs.
- 16 sierpnia: Zara Larsson, Lill Lindfors i John Lundvik, Frances i Tensta Gospel Choir.

### 2017[8]
- 27 czerwca: Robin Bengtsson, Sabina Ddumba, Tomas Ledin, Shima Niavarani
- 4 lipca: Miriam Bryant, Per Gessle, Tina Ahlin & Orsa Spelmän, Stor & Jireel

- 11 lipca: Linnea Henriksson, Mando Diao, Emmi Christensson

- 18 lipca: Miss Li, The Boppers, Panetoz, Wiktoria

- 25 lipca: Darin, Svante Thuresson & Nisse Landgren, Tove Styrke, Anna Sköld (Wizex), Sandra Estberg (Martinez), Henrik Sethsson (Casanovas) oraz Andreas Olsson (Sannex)

- 1 sierpnia: FO&O, Icona Pop, Lisa Nilsson
- 8 sierpnia: Jack Vreeswijk, Janice, Plura, The Sounds, Lisa Ekdahl & Adam Pålsson

- 15 sierpnia: Danny Saucedo, Malena Ernman & Helen Sjöholm, Jill Johnson, Anki Albertsson, Linda Olsson, Mercedesz Csampai, Pablo Cepeda, Sussie Eriksson

### 2018[9]
- 26 czerwca: Shirley Clamp, Peter Jöback, Shirin oraz Jireel.
- 3 lipca: GES, Linda Pira, Alessia Cara, Nanne Grönvall, Sarah Dawn Finer, Towa Carson, Ann-Louise Hansson, Siw Malmqvist oraz Petra Marklund, Måns Zelmerlöw, Anders Lundin i Lasse Berghagen[10].
- 10 lipca: Avantgardet, Markoolio, Lilla Al-Fadji, Cornelia Beskow oraz Margaret.
- 17 lipca: Alcazar, Uno Svenningsson oraz Jojje Wadenius.
- 24 lipca: Sannex, Amanda Ginsburg oraz Pernilla Wahlgren.
- 31 lipca: Netta, Tove Styrke, Tommy Körberg, Samir&Viktor, Blen oraz Emma Peters i Hanna Dorsin.
- 7 sierpnia: Petter, Molly Sandén oraz Bo Kaspers Orkester.
- 14 sierpnia: Seinabo Sey, Magnus Uggla oraz Sven-Bertil Taube.

### 2019[11]
- 25 czerwca: Carola, John Lundvik, Astrid S i Timbuktu & Damn
- 2 lipca: Molly Hammar, Owe Thörnqvist, Sandro Cavazza i Laleh
- 9 lipca: Anna Diaz, Arvingarna, Benjamin Ingrosso & Felix Sandman i Claudia Campagnol
- 16 lipca: Ann-Louise Hanson, Bishara, Lamix i Molly Sandén
- 23 lipca: Iminella, Sven-Ingvars i Åkervinda
- 30 lipca: Adrian Angelico, Maxida Märak, Icona Pop i Orup
- 6 sierpnia: Janice, Miriam Bryant, Oscar Stembridge i Philip Jalmelid
- 13 sierpnia: Gammal i Norlie & KKV

### 2020
- 30 czerwca: Miss Li, Anna Bergendahl, Måns Zelmerlöw, Erik Lundin i Sussie Eriksson
- 7 lipca: Darin, Dotter, Amanda Ginsburg i Nisse Hellberg
- 14 lipca: Mando Diao, Anis Don Demina, Myra Granberg, Zikai i Kokobäng
- 21 lipca: Daniel Adams-Ray, The Boppers, Peg Parnevik i Blenda
- 28 lipca: Eva Dahlgren, Rickard Söderberg, Estraden, Gee Dixon i Shirley Clamp
- 4 sierpnia: Lena Philipsson, Victor Leksell, Bengan & Allan Janson i Merit Hemmingson
- 11 sierpnia: Petter, Helen Sjöholm i Petra Marklund

## Allsångsscenen är din
Każdego lata jeden z zaproszonych artystów wybierany jest do poprowadzenia wraz z orkiestrą dodatkowego godzinnego koncertu, po zakończonym odcinku Allsång på Skansen. Allsångsscenen är din transmitowane jest na żywo przez SVT.
- 2012: Tomas Ledin[12]
- 2013: Håkan Hellström[13]
- 2014: Laleh[14]
- 2015: Alcazar[15]
- 2016: Orup[16]
- 2017: Lisa Nilsson[17]
- 2018: Bo Kaspers Orkester[18]